# Зубна фея (фільм, 2010)
«Зубна фея» (англ. «Tooth Fairy») — фантастична комедія режисера Майкла Лембека. Слоган фільму «The tooth hurts». Світова прем'єра відбулася 21 січня 2010 року.
У фільмі знявся відомий розробник мультсеріалів Сет Мак-Фарлейн. Невелику роль у картині йому забезпечив виконавець головної ролі Двейн Джонсон у подяку за те, що той зняв його в епізоді «Big Man on Hippocampus» мультсеріалу «Сім'янин». Прем'єра фільму відбулася за три тижні після виходу на екрани того епізоду.

## Сюжет
Дерек Томпсон (Двейн Джонсон) — хокеїст, який не любить грати за правилами і нерідко під час матчів позбавляє своїх суперників зубів, за що отримав прізвисько Зубна Фея. Він і в особистому житті не відрізняється тактом — не вірить у дива і вважає, що мріяти нерозумно, чим періодично засмучує дітей своєї дівчини. Якось його вирішують покарати справжні зубні феї і перетворюють у собі подібне на тиждень. Дереку доводиться пробиратися в дитячі спальні ночами і залишати під подушками малюків подарункові долари в обмін на молочні зуби. Заодно він намагається налагодити стосунки з дітьми своєї дівчини (старшим Ренді та маленькою Тесс).
Працюючи феєю, він починає дружити зі своїм помічником феєм Трейсі, який народився без крил і тому не може бути зубною феєю. Дерек вирішує допомогти йому та починає тренувати його забирати зуби. В цей час Трейсі тренує самого Дерека забивати шайби у ворота, чого Дерек уже десять років не робив, а Дерек репетирує з ним його рок-музичний номер. Поступово Дерек змінює своє ставлення до мрій і стає добрішим. Але одного разу у нього трапляється невдалий день і він кривдить Ренді (той від образи розбиває свою гітару), заразом нагрубивши Тесс. Якось, під час чергового матчу, на якому Дерек забив передостаннє очко, у Тесс випадає ще один зуб, і Дерек прямо на очах у глядачів та товаришів по команді відлітає, а Трейсі за допомогою амнезійної гармати стирає всім пам'ять про це.
Дерек каже Тесс свій секрет і вирішує не стирати їй пам'ять про це, думаючи, що вона потім це забуде. Він за допомогою чаклунства дає нову гітару Ренді, забирає його на конкурс і потім відлітає до штабу фей, де його звільняють від обов'язків зубної феї і передають цю роль Трейсі, давши йому крила. Але Дереку змушені стерти спогади про роботу зубної феї, і він після довгих прощань із Трейсі знову стає звичайною людиною. На концерті, де виступав Ренді, він пропонує своїй дівчині одружитися.
Незабаром настає новий хокейний матч і Дерек знову вибиває супротивникам зуби. Головна фея разом зі спорядником приходять на матч і розуміють, що будуть нудьгувати за Дереком.

## У ролях
- Двейн Джонсон — Дерек Томпсон
- Ешлі Джадд — Карлі
- Джулія Ендрюс — Лілі
- Стівен Мерчант — Трейсі
- Біллі Крістал — Джеррі
- Чейз Еллісон — Ренді
- Райан Шеклер — Мік Донелі
- Брендон Т. Джексон — Дюк
- Сет Мак-Фарлейн — Зіггі

## Цікаві факти
- Сет Мак-Фарлейн отримав роль у фільмі завдяки Двейну Джонсону. Таким чином він віддячив Мак-Фарлейну за запрошення знятися в епізоді серіалу «Сім'янин».